# Richard Thaler
Richard H. Thaler ([ˈθeɪlər]IPA; narozen 12. září 1945, East Orange, New Jersey, Spojené státy americké) je americký ekonom, profesor behaviorální ekonomie na Chicagské univerzitě: Booth School of Business, Illinois, Spojené státy americké. 
V roce 2015 byl Richard Thaler jmenován prezidentem American Economic Association (AEA)  a o tři roky později, v roce 2018, byl zvolen členem the National Academy of Sciences. 
Richard Thaler je teoretikem v oblasti behaviorální ekonomie a na hlubším vymezení této oblasti mnohokrát spolupracoval například s Danielem Kahnemanem, Amosem Tverskym a mnoha dalšími. Za své aktivity a významné přispění na poli behaviorální ekonomie byla Richardu Thalerovi v roce 2017 udělena Nobelova pamětní cena za ekonomii. 

## Osobní život
Richard Thaler se narodil ve státě New Jersey a pochází ze židovské rodiny. Jeho matka, Roslyn Melnikoff, (1921–2008), byla učitelkou a později pracovala také jako realitní makléřka. Jeho otec Alan Maurice Thaler  (1917–2004) pocházel z Kanady a pracoval jako pojistný matematik ve společnosti Prudential Financial. I přesto, že se Richard zajímal o psychologii, začal studovat ekonomii, jelikož měl pocit, že titul z této sféry mu spíše zajistí práci. Vyrůstal společně se svými dvěma mladšími bratry. Jeho rodina má kořeny na Ukrajině. Má tři děti z prvního manželství a v současnosti je ženatý s France Leclerc, dokumentární fotografkou a bývalou profesorkou marketingu. Mezi jeho záliby patří golf a kvalitní vína.

## Kariéra
Po studiu se stal profesorem na Univerzitě v Rochesteru.
Mezi roky 1977 a 1978, strávil rok na Stanfordově univerzitě, kde spolupracoval s Danielem Kahnemanem a Amosem Tverskym, kteří mu poskytli základy pro ekonomické anomálie, které později identifikoval. Jedná se například o tzv. nadační efekt.
Od roku 1978 do roku 1995, byl členem SC Johnson College of Business na Cornellově Univerzitě.
Poté, co se mu dostalo jisté pozornosti v souvislosti s jeho pravidelnými sloupky v respektovaném časopise Journal of Economic Perspectives byla Thalerovi nabídnuta pozice na Booth school of Business, která je součástí Chicagské Univerzity, kde od té doby učil.

## Nobelova cena
Richard Thaler v roce 2017 získal za své aktivity a významné přispění na poli behaviorální ekonomie Nobelovu pamětní cenu za ekonomii. 
V oficiálním vyhlášení ceny Royal Swedish Academy of Sciences, založena roku 1739, sdělila, že práce Richarda Thalera přispěla k vybudování pomyslného mostu mezi ekonomií a psychologickou analýzou individuálního rozhodování. Richard Thaler ve své práci začlenil psychologicky realistické předpoklady do analýzy ekonomického rozhodování. Zkoumáním důsledků omezené racionality (Limited rationality), sociálních preferencí (Social preferences) a nedostatku sebeovládání (Lack of self-control) ukázal, jak tyto lidské vlastnosti systematicky ovlivňují jednotlivá rozhodnutí i tržní výsledky. 
Richard Thaler ve svém výzkumu dochází k závěru, že psychologie rozhodování, spočívá v propasti mezi ekonomií a psychologií. Zároveň také zkoumá důsledky uvolnění standardního ekonomického předpokladu, že každý v ekonomice je racionální a sobecký, místo toho přináší možnost, že někteří aktéři se v ekonomice občas dokáží chovat lidsky. 
V interview téměř ihned po vyhlášení Richarda Thalera vítězem Nobelovy pamětní ceny za ekonomii pro rok 2017,  se švédský profesor a člen the Economic Sciences Prize Committee Peter Gärdenfors nechal slyšet, že Richard Thaler docílil polidštění ekonomie. 

## Další ocenění
Kromě Nobelovy pamětní ceny za ekonomii se Richardu Thalerovi dostalo mnoha dalších poct a ocenění.
Nobel Prize in Economic Science, 2017; Member, National Academy of Science, American Academy of Arts and Sciences; Fellow, American Finance Association; Fellow, Econometrica Society; Vice President, American Economics Association; President, American Economics Association; TIAA‐CREF Paul Samuelson Award; Keil Global Economy Prize; CFA Institute Nicholas Molodovsky Prize a mnoho dalších. 

## Publikace

### Knihy
- Thaler, Richard H. 1992. The Winner's Curse: Paradoxes and Anomalies of Economic Life. Princeton: Princeton University Press. ISBN 0-691-01934-7.
- Thaler, Richard H. 1993. Advances in Behavioral Finance. New York: Russell Sage Foundation. ISBN 0-87154-844-5.
- Thaler, Richard H. 1994. Quasi Rational Economics. New York: Russell Sage Foundation. ISBN 0-87154-847-X.
- Thaler, Richard H. 2005. Advances in Behavioral Finance, Volume II (Roundtable Series in Behavioral Economics). Princeton: Princeton University Press. ISBN 0-691-12175-3.
- Thaler, Richard H., and Cass Sunstein. 2009 (updated edition). Nudge: Improving Decisions About Health, Wealth, and Happiness. New York: Penguin. ISBN 0-14-311526-X.
- Thaler, Richard H. 2015. Misbehaving: The Making of Behavioral Economics. New York: W. W. Norton & Company. ISBN 978-0-393-08094-0.

### Publikované práce
- Kahneman, D., Knetsch, J.L. and Thaler, R.H., 1991. Anomalies: The Endowment Effect, Loss Aversion, and Status Quo Bias. Journal of Economic Perspectives, 5(1), pp.193-206.
- Benartzi, S. and Thaler, R.H., 1995. Myopic Loss Aversion and the Equity Premium Puzzle. The Quarterly Journal of Economics, 110(1), pp.73-92.
- Thaler, R., 1980. Toward a Positive Theory of Consumer Choice. Journal of Economic Behavior & Organization, 1(1), pp.39-60.
- Kahneman, D., Knetsch, J.L. and Thaler, R.H., 1990. Experimental Tests of the Endowment Effect and the Coase Theorem. Journal of Political Economy, 98(6), pp.1325-1348.
- De Bondt, W.F. and Thaler, R., 1985. Does the Stock Market Overreact?. The Journal of Finance, 40(3), pp.793-805.
- Barberis, N. and Thaler, R., 2003. A Survey of Behavioral Finance. Handbook of the Economics of Finance, 1, pp.1053-1128.
- Thaler, R., 1985. Mental Accounting and Consumer Choice. Marketing Science, 4(3), pp.199-214.